# Oberek (muzyka)
Oberek – muzyczna forma taneczna oparta na tańcu oberek.
Klasyczny oberek wiejski posiada dwuczęściową melodię ujętą w ośmiu taktach o metrum nieparzystym 3/8, rzadko 3/4. Rytm synkopowany. Tempo szybkie. Gra energiczna.  Podobnie jak w przypadku mazurka, źródłem oberka jako formy instrumentalnej był często śpiew, przyśpiewka. 
Muzykanci wiejscy wykonywali oberka za każdym razem wariantowo i improwizowali na temat zasadniczej melodii.
W twórczości kompozytorskiej istnieją oberki instrumentalne lub wokalno-instrumentalne, spotykamy je w formie mazurków u F. Chopina, H. Wieniawskiego, R. Statkowskiego, G. Bacewicz (Oberek na skrzypce i fortepian No 1 z 1951).